# フリュギア

フリュギア
Φρυγία

フリュギアの位置

フリュギア（Phrygia, 古代ギリシア語: Φρυγία）は、古代アナトリア（現在のトルコ）中西部の地域名・王国名である。フリギア、またはプリュギアとも表記する。
フリュギア人（英: Phrygians）は、インド・ヨーロッパ語族のフリュギア語を話す人々で、おそらくヨーロッパから紀元前12世紀頃移住してこの地域を支配し、紀元前8世紀に国家を建てた。しかし紀元前7世紀末頃キンメリア人の支配に屈し、その後隣接するリュディア、さらにアケメネス朝、アレクサンドロス3世（大王）とその後継者たち、そしてアッタロス朝に支配されたのち、古代ローマ領内の地域名として名を残した。フリュギア語は6世紀頃まで残った。 

## 神話

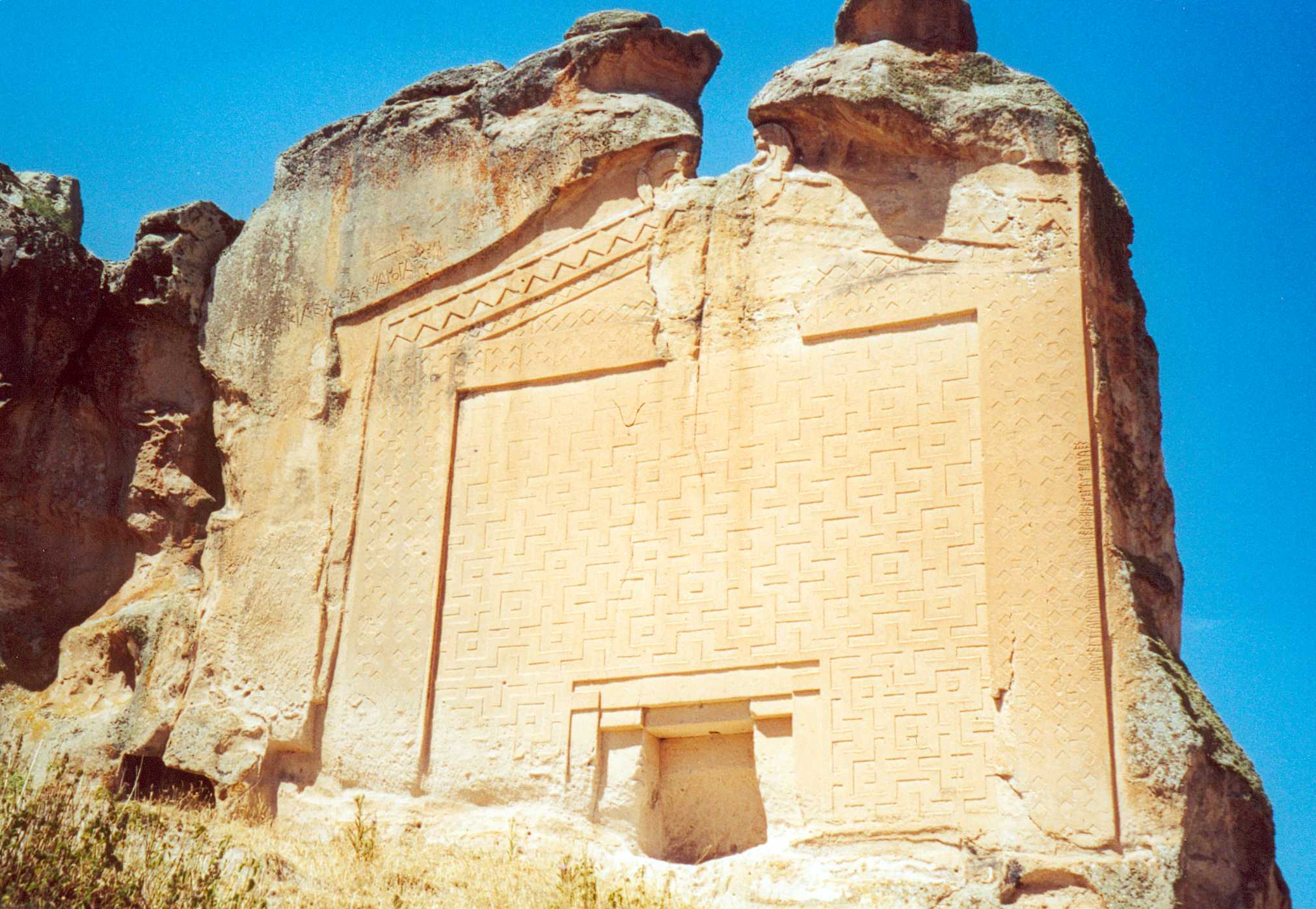
ミダス王の墓（紀元前6世紀）

フリュギアはギリシア神話にもたびたび登場する。またホメロスの「イーリアス」などにも、神話的なフリュギアの歴史が登場する。
神話中のフリュギア王はゴルディアースまたはミダースを名乗っている。またタンタロス（リュディア王ともいう）をフリギア王とする伝承もある。トロイ戦争より前に、貧しい農夫ゴルディオス（またはゴルディアース）が神託に従って初代の王となったという。フリュギア人はテルミッソス（古くはフリュギア、後にガラティアとなった）に祀られたサバジオス（Sabazios、古代ギリシア人はゼウスに当てる）の神託に従っていた。彼らは神託により、神殿に初めて牛車で来た男を王とした。それがゴルディアス（またはゴルディオス、ゴルディウス）である。彼は車を奉納して縛りつけた。これが「ゴルディアスの結び目」であり、後のアレクサンドロス3世（大王）が切った話で有名である。
ゴルディアスはアナトリアを縦貫する主要道（後のペルシャの「王の道」）に臨んで首都ゴルディオン（またはラテン語でゴルディウム）を建設した。
2代目とされるミダースはいろいろな神話に登場する。
まず、トラキアにいたミダースはシレノスを助けたことでディオニューソスに感謝され、触れたものすべてを黄金にする能力をもらった。しかし何でもかんでも黄金にしてしまう手に困り、この「けがれ」をパクトロス川で祓うためにアナトリアにやってくる。彼は川に黄金を残したのち（砂金の起源説話）、ゴルディアスと女神キュベレに養子として認められ、次の王となる。
また別の話では、ミダースはアポローン（竪琴）とパーン（パンの笛）の音楽合戦の審査員に入ったが、パンの勝ちとしたため、怒ったアポローンにロバの耳を付けられたという。 
ホメロスによれば、フリュギアは初めサンガリオス川（現在のサカリヤ川）のほとりに建設された。
トロイアの王プリアモスは若い頃、フリュギアがアマゾンに襲われたときにこれを助けた。プリアモスの妻ヘカベは、サンガリオス川沿いに住んだフリュギア王デュマスの娘とされる。 
そののちフリュギアはトロイア戦争でトロイアに援軍を送ったが、これはアスカニオスとポルキュスに率いられていた。彼らはフリュギアのアスカニア地方の出身とされる。またデュマスの息子でヘカベの兄に当たるアシオスもフリュギアの貴族であり、やはりトロイアで戦った。
ホメロスの記述ではアスカニアとサンガリオス川沿いのフリュギア人の関係は明らかでなく、別の王を戴いていたようにも考えられている。

## 歴史
フリュギア人は紀元前12世紀頃アナトリアに入ったとみられる。これはちょうど、アナトリア中央部のヒッタイト帝国が崩壊した頃に当たるが、フリュギアが直接それに手を貸したか、それともただ混乱に乗じただけかは定かでない。 
ホメロスによれば、フリュギアはサンガリオス川のほとりに建設され、のちにはハリュス川（現在のクズルウルマク川）の西、ミシアとリュディアの東に位置するとされた。 
紀元前8世紀のアッシリアの記録には「ムシュキ(Mushki)の王ミタ(Mita)」なる人物が出てくるが、これはフリュギアのミダス王をさすと考えられている。ムシュキはトラキア西部（のちのマケドニア）にいたという部族モスキ(Moschi)と同じとする考えもある。ムシュキはメソポタミアに侵入したこともあり、紀元前709年の記録でミタ王は、アッシリアのサルゴン2世の同盟者とされている。この時代には磨製土器と呼ばれる特異なフリュギア製土器が知られる。
フリュギアはしばらく強力な王国として栄えたが、最後はリュディアに降った（紀元前7世紀）。紀元前8～7世紀にかけて、ゴルディアスとミダスを交互に名乗る王のもとに、ギリシャや東方の国々と緊密な貿易関係を維持した。アナトリア東部の覇権はしばしば変化したが、フリュギアはそれらと共存できたようである。 
紀元前8世紀から7世紀頃のキンメリア人のアナトリア侵略によって、独立フリュギアの歴史は終わった。伝説では最後の王ミダスはキンメリア人の攻撃に遭い自害したという。またヘロドトスによれば、首都ゴルディオンは紀元前696年、キンメリア人に破壊されたという。ゴルディオンは紀元前675年頃に激しく破壊されたことが発掘でも明らかになっている。ここでは有名な「ミダス王の墓」（実際にミダスのものかどうかはわからない）が見つかっており、これは巨大な墳丘の下に木郭があり、さまざまな副葬品を含む。 
ゴルディオンには後にも多くの建設が行われており、これは紀元前6世紀のリュディア王アリュアッテスによるのではないかといわれる。 
その後も弱小王国としては存続し、美術や文化は栄えた。キンメリア人はアナトリアに留まったが王国は創らなかった。紀元前620年頃にリュディアがキンメリア人を撃退し、フリュギアはリュディアに組み込まれた。また以前のフリュギア東部は紀元前585年にメディア王国の手に落ちた。
ヘロドトスによるとアルメニア人は、紀元前7世紀頃ヴァン湖周辺に移住したフリュギア人の植民者だという。ただし言語学的にはフリュギア語とアルメニア語の関係ははっきりしていない。

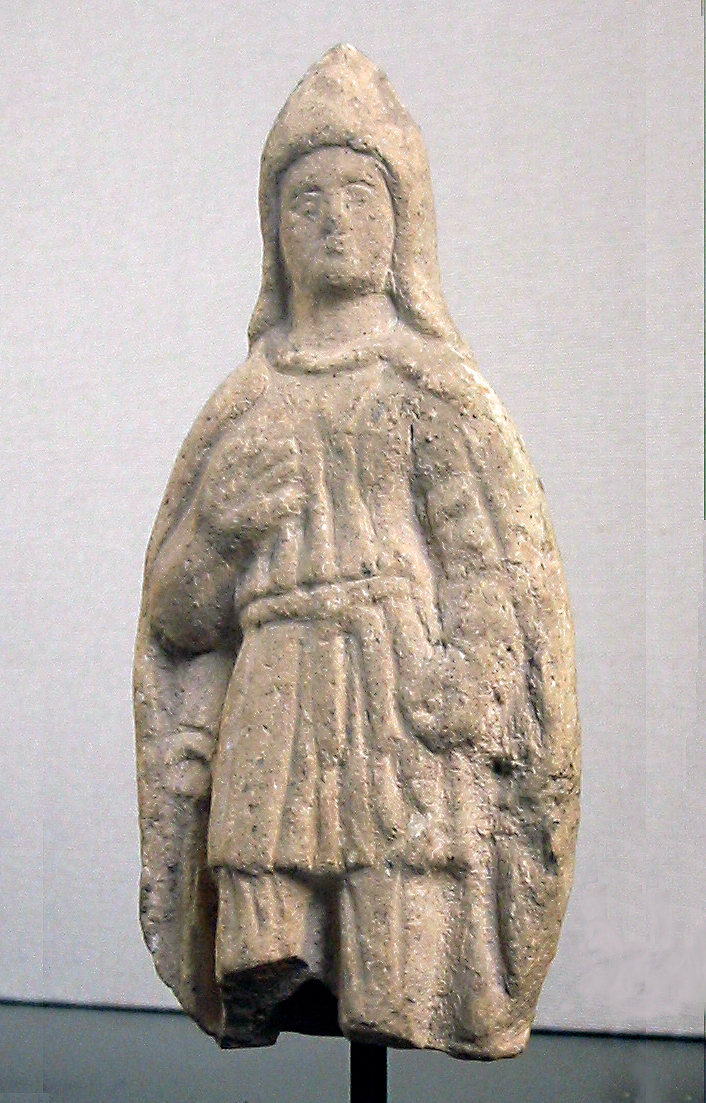
ヘレニズム時代のフリュギア人の正装（紀元前3-1世紀、キプロス島出土、ルーブル美術館蔵

リュディアは紀元前6世紀のクロイソスの代にフリュギアを完全に併呑した。しかしクロイソスは紀元前546年にアケメネス朝のキュロス2世に敗れた。次いでダレイオス1世（紀元前522年即位）は古くからの貿易道を「王の道」とし、総督（サトラップ）を置いて支配した。フリュギアの総督府はダスキュリオンに置かれた。
これ以後、フリュギアは文化的独自性を失い、ヘレニズムおよびローマの時代にも受動的になった。
紀元前333年、アレクサンドロス大王はゴルディオンを通り掛かり、サバジオス神殿にある「ゴルディアスの結び目」を切った。「この結び目を解いたものはアジアの支配者となる」という言い伝え（おそらくこれ自体、大王の事績にからめて喧伝されたのだろう）があった。大王によりフリュギアはヘレニズム世界の一部となったが、彼の死後、後継者たちは特にアナトリアの覇権をめぐり争うことになる（後継者戦争）。
その後ヨーロッパから侵入したガリア人がフリュギア東部を支配し、ここはガラティアとなった。まもなくゴルディオンはガリア人によって破壊され、歴史から消え去る。 
紀元前188年にはアッタロス朝の支配下に入った。さらに133年にフリュギア西部はローマ帝国に併合された。
ローマはフリュギアを分割し、北東部はガラティア属州、西部はアシア属州として、正式名としてのフリュギアは消えた。ただし通称としては1453年、東ローマ帝国の崩壊まで使われる。

## 文化

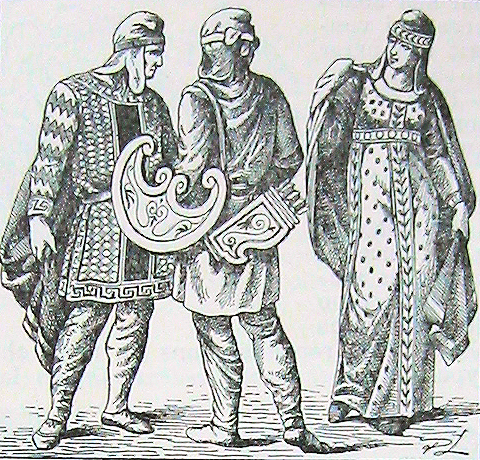
フリュギア人の衣装

フリュギアは古くから独自の文化で知られ、ギリシャ神話などを通じてギリシャ・ローマの文化に大きな影響を与えた。
有名な女神キュベレは、元来フリュギアの山岳地帯で「山の母」（大地母神）として信仰されていた。フリュギア風の姿では長いベルト付きドレスを着、長い帽子と全身を覆うベールをかぶっている。後にギリシャの彫刻家アゴラクリトスにより、ライオンを従えて片手にタンブリンのような太鼓を持つ姿で表現され、この姿でギリシャ、またローマでも信仰された。 
キュベレの息子にして愛人とされる「死と再生の神」、アッティスも、キュベレとともに信仰された。
またフリュギア人は、馬に乗った「父なる天空神」サバジオスを祀った。ギリシャ人はサバジオスをゼウスと習合したが、一方でローマ時代に至るまで騎馬関係の神としても信仰された。 
フリュギアからは音楽がギリシャに伝えられ、フリギア旋法の名が現代にまで伝わる。
2本のパイブを持つ管楽器アウロスもフリュギアに由来する。神話のミダス王は、オルペウスから音楽を教わったというし、「ロバの耳」の話も音楽に関係がある。
フリュギアの名は先の曲がった三角帽子「フリジア帽」でも知られる。ギリシャの肖像では、フリュギア人に限らず、トロイアの王子パリスもフリジア帽をかぶっており、また東方由来のミトラス神もフリジア帽をかぶった姿で信仰された。フリジア帽はローマ時代には解放奴隷のかぶりものとされ、近代に至って自由を求める革命家の象徴となった。 
フリュギア語はギリシャ文字に似たフェニキア文字系アルファベットで書かれ、王国時代（古フリュギア語）およびローマ時代（新フリュギア語）の碑文が知られるが、いくつかの単語以外はほとんど解読されていない。印欧語に属すことは知られているが、他の言語との関係はよくわからない。そのためフリュギアに関する情報はほとんどギリシャの記録に頼らざるをえない。